# Арбур, Луиза
Луиза Арбур (англ. Louise Arbour; родилась 10 февраля 1947, Монреаль, Канада) — канадский юрист, верховный комиссар ООН по правам человека с 2004 года по 2008 год, главный обвинитель Международного трибунала по бывшей Югославии и Руанде в 1996 — 1999 годах.

## Биография
Родилась 10 февраля 1947 года в Монреале. Детство провела в Квебеке.
Родители Луизы Арбур были владельцами сети отелей. Защитила диссертацию по специальности гражданское право в университете Монреаля. С 1974 по 1987 год была профессором уголовного права в университете Йорк в Торонто. В 1987 году она была назначена судьей, а в 1990 году стала судьей в Верховном суде самой большой канадской провинции Онтарио. Опубликовала ряд статей на тему прав человека.
В 1995 году была руководителем комиссией по расследованию условий содержания в канадских тюрьмах. С 1 октября 1996 года по 15 сентября 1999 года она была главным обвинителем в процессе над военными преступлениями в бывшей Югославии и геноцида в Руанде. Впервые в истории начала процесс за военные преступления против действующего главы государства (Слободана Милошевича). С 15 сентября 1999 года по 30 июня 2004 года она работала судьей в Верховном суде Канады. С 2004 по 2008 год являлась Верховным комиссаром ООН по правам человека.

## Личная жизнь
Жената, имеет троих детей.

## Награды
- Премия Тан (2016)[3]
- Медаль мира Пирсона (2016)